# Serra do Acaraí

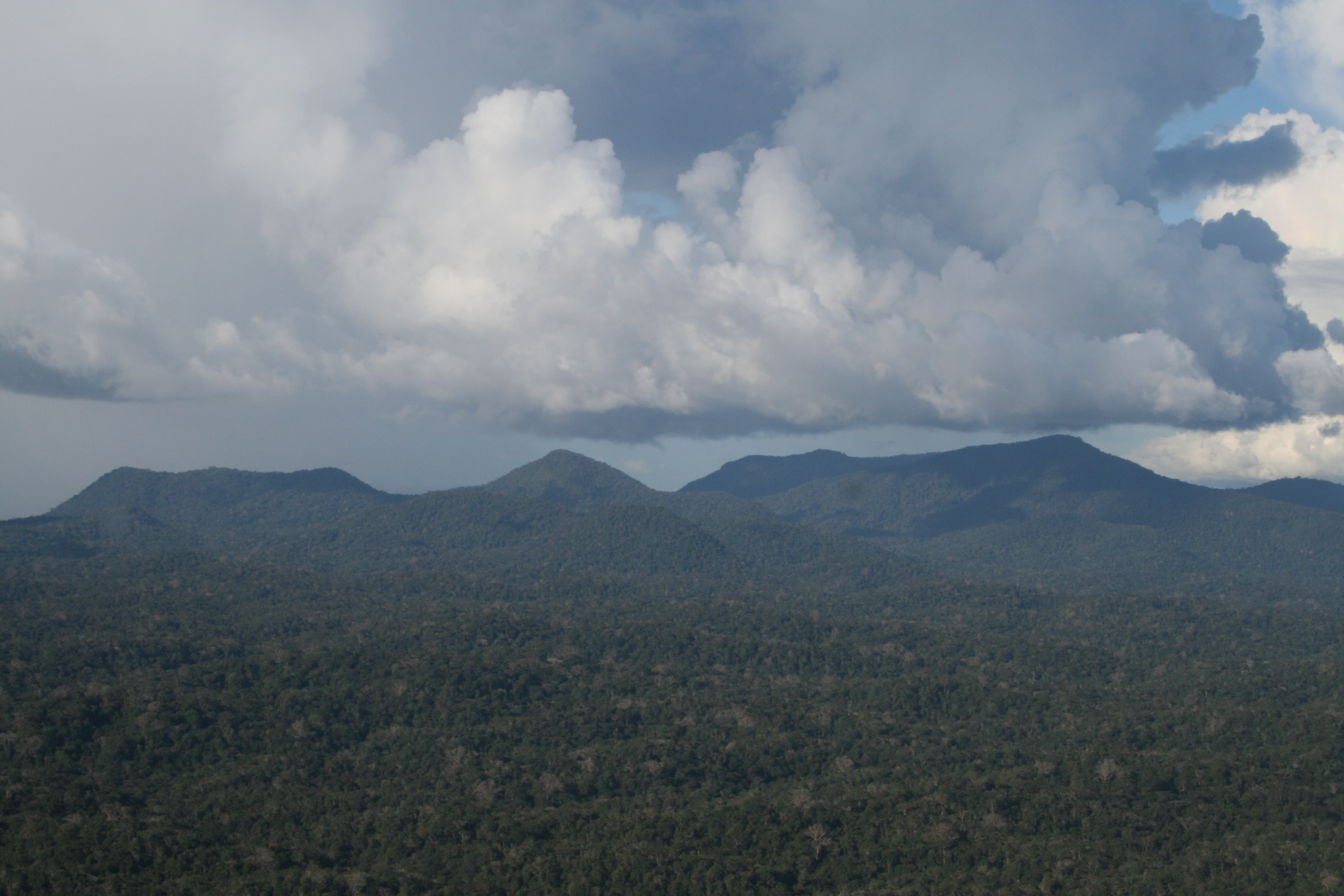
Serra do Acaraí, no extremo norte do município de Oriximiná, uma área de cobertura vegetal praticamente intacta.

A serra Acaraí é uma formação do relevo brasileiro, localizada no planalto das Guianas, na fronteira Brasil-Guiana. Fica situada na fronteira dos estados de Roraima com o Pará.